# Castillo de Godmar
El castillo de Godmar (en catalán: Castell de Godmar) es una masía fortificada, también conocida como Cal Comte, situada en el barrio de Pomar de Dalt de la localidad catalana de Badalona (España). Está catalogado como Bien Cultural de Interés Nacional.

## Descripción
El edificio conserva elementos románicos de los siglos XII y XIII. Con el paso del tiempo la antigua torre medieval se convirtió en residencia señorial. El edificio actual mantiene, sobre todo, elementos del siglo XV de arquitectura gótica. En ese momento, el castillo era un centro fortificado y amurallado, con una torre de defensa adosada.
Durante el siglo XIX el castillo fue reformado con una estética neomedieval, de moda en la época, y muy evidente en la fachada lateral que da a Barcelona. Las reformas posteriores transformaron totalmente la fisonomía del edificio, dejando el aspecto actual de castillo en estilo romántico con murallas, almenas y torres, destacando la colocación de algunos elementos góticos y románicos, por ejemplo ventanas, pertenecientes al desaparecido castillo de San Martín de Centellas, propiedad de la misma familia que ocupa este. Del mismo castillo también es originario el escudo de los Centellas que allí se conserva. El interior guarda muebles, pinturas y otros bienes históricos salvados del saqueo de 1936. Destaca el patio y la capilla del Santo Cristo, que conserva una talla de Ramón Amadeu y un crucifijo restaurado por Frederic Marès. La finca donde se asienta estuvo tradicionalmente dedicada a la agricultura y, en parte, como jardín romántico. Algunos especímenes de árboles centenarios han sido catalogados como árboles monumentales por la Diputación de Barcelona.

## Historia
Probablemente construido sobre una antigua villa romana, el castillo se encuentra situado en el valle de Pomar; no muy lejos se encontraron unas tumbas olerdolanas. Está documentado como alodio desde el año 1030. Esta fecha se ha relacionado con la adquisición del sitio por parte del obispo de Gerona, Godmar III el año 989. Se ha especulado que el nombre del obispo Godmar pudiera ser el origen del nombre del barrio de Pomar, pero esta hipótesis ha sido descartada por razones etimológicas. A partir del siglo XII es el momento en el que también se suele datar la capilla del Santo Cristo, aunque las sucesivas reformas y la falta de documentación y de prospecciones arqueológicas han hecho imposible especificar la fecha real. Posteriormente, el alodio pasó al linaje de los Blanes-Centellas, que lo adquieriron en 1402, y de esta familia deriva la conversión y la denominación de la zona como Quadra de Blanes.

## Uso actual

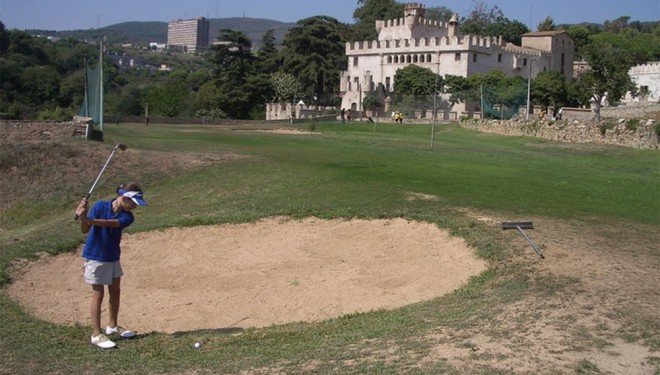
Jugadora en el campo de Pitch & Putt, con el castillo al fondo.

El castillo y sus terrenos siguen perteneciendo a la misma familia, que la emplea como domicilio particular. Sin embargo, después del abandono de los cultivos por los últimos colonos, se propuso la conversión de los terrenos de las antiguas terrazas de cultivo en un campo de Pitch and putt, que terminó de construirse y se puso en uso en 1997.